# Oorlogsmonument Wieringerwerf
Het oorlogsmonument in de Nederlandse plaats Wieringerwerf is een monument ter nagedachtenis aan slachtoffers van de Tweede Wereldoorlog.

## Achtergrond
Het oorlogsmonument herinnert aan twee militairen, twee verzetsmensen en een aantal andere mensen die tijdens de oorlog omkwamen. Beeldhouwer Albert Termote maakte een ontwerp in de vorm van een zwaard dat in de grond is gestoken. Hij gebruikte het idee later opnieuw, zij het in een grovere uitvoering, voor het oorlogsmonument Schipluiden.
Het monument werd op 31 oktober 1946 aan de Schagerweg onthuld door minister Sicco Mansholt. Vanwege de uitbreiding van het bedrijventerrein ter plaatse, is het gedenkteken in 2002 verhuisd naar de locatie Prof. Granpré Molièrestraat, ter hoogte van het Terppad. In dat jaar is ook een plaquette toegevoegd ter herinnering aan in Nederlands-Indië gesneuvelde militairen.

## Beschrijving
Het zwaardvormig monument werd opgedragen "aan hen die vielen in de jaren 1940-1945" en vermeldt de namen van de oorlogsslachtoffers. Het gevest toont in reliëf aan de voorzijde het wapen van Nederland.  Aan de achterzijde is het wapen van Noord-Holland aangebracht, met daaronder een gedeelte uit het Wilhelmus: 

DEN VADERLANT GHETROUWE
BLIJF ICK TOT INDEN DOOT

Achter het monument staat een in rode baksteen gemetseld muurtje. 